# Interferon gama receptor 2
Interferon gama receptor 2, takođe poznat kao IFNGR2, je protein koji je kod ljudi kodiran genom IFNGR2.

## Funkcija
Ovaj gen (IFNGR2) kodira beta lanac gama interferon receptora koji ne vezuje ligand. Ljudski interferon-gama receptor je heterodimer  i IFNGR2.

## Klinički značaj
Defekti u IFNGR2 are uzrok autozomno recesivne mendelovske podložnosti mikobakterijskim bolestima (MSMD), takođe poznatim kao familijarno diseminovana atipična mikobakterijska infekcija.

## Literatura
1. ↑  Luster AD, Weinshank RL, Feinman R, Ravetch JV (1988). „Molecular and biochemical characterization of a novel gamma-interferon-inducible protein”. J. Biol. Chem. 263 (24): 12036—43. PMID 3136170.
2. ↑  „Entrez Gene: IFNGR2”.
3. ↑  Al-Muhsen S, Casanova JL (2008). „The genetic heterogeneity of mendelian susceptibility to mycobacterial diseases”. J. Allergy Clin. Immunol. 122 (6): 1043—51; quiz 1052—3. PMID 19084105. doi:10.1016/j.jaci.2008.10.037.